# Lymeon varicoxa
Lymeon varicoxa là một loài tò vò trong họ Ichneumonidae.